# 6-я Советская улица (Санкт-Петербург)
6-я Сове́тская у́лица — улица в Центральном районе Санкт-Петербурга. Проходит от Греческого проспекта до Мытнинской улицы.

## История
- Первоначально — 4-я Рожественская (1789—1798).
- С 1777 по 1797 год — 4-я.
- В 1776 году — 4-я линия Слонового двора.
- С 1789 по 1792 год — 4-я Рожественская линия.
- С 1790 по 1794 год — 4-я линия Рожественской части.
- С 1794 по 1801 год — 4-я линия на Песках.
- С 1792 по 1822 год — 5-я.
- С 1804 по 1822 год — 5-я Рожественская.
- С 1812 по 1858 год — 6-я Рожественская улица.
- С 1835 по 1857 год — 6-я.
- С конца 1850-х годов по 6 октября 1923 года — 6-я Рождественская.
- Современное название получила 6 октября 1923 года.

## Объекты

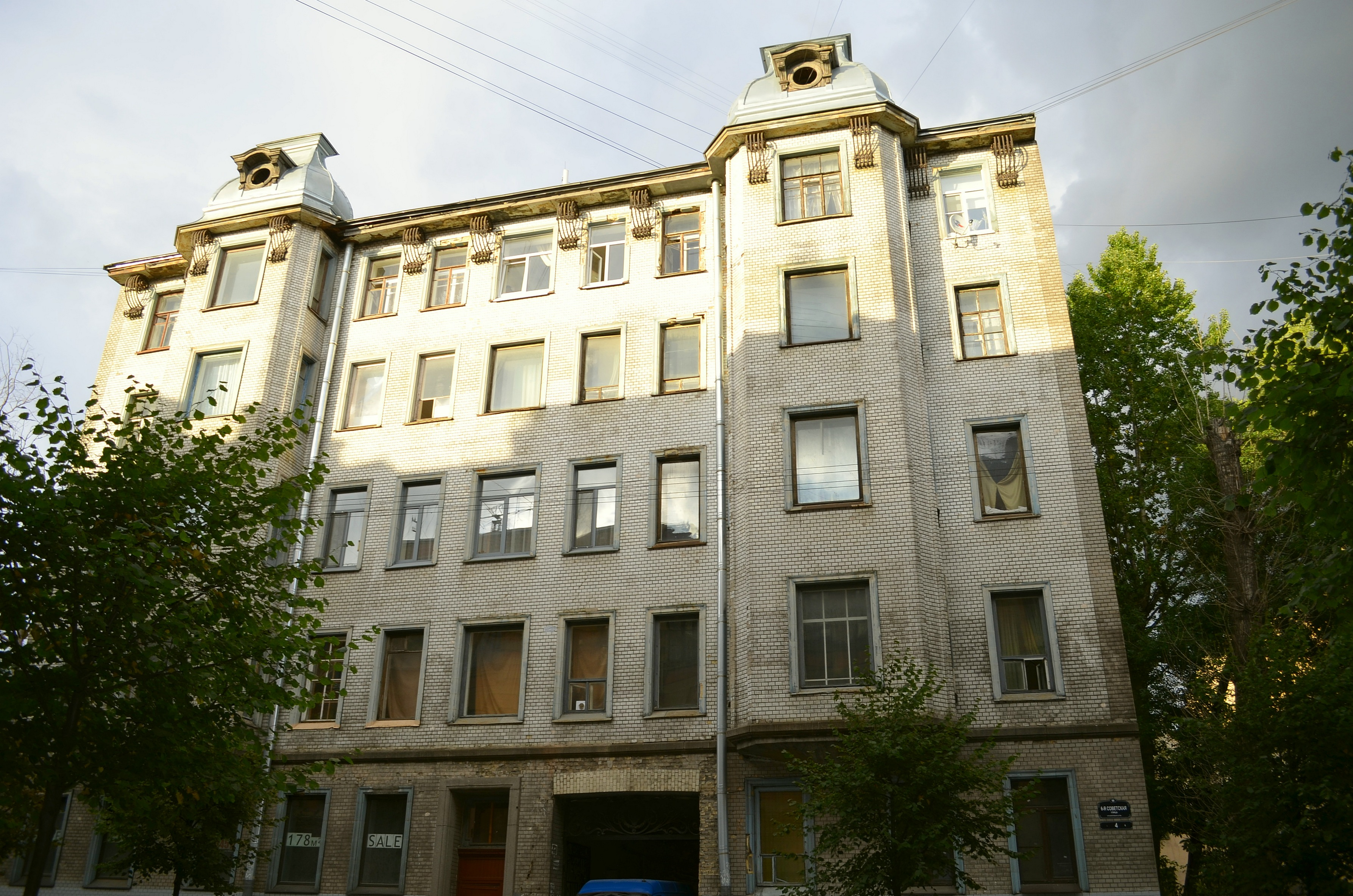
Доходный дом Смурова

- Дом № 19 (пересечение с Красноборским переулком) — Церковь Рождества Христова на Песках. Церковь дала старое название Рождественским улицам и части Санкт-Петербурга. Церковь была снесена в 1930-х годах, на её месте устроили сквер. В 2020 году церковь была восстановлена[1].
- Дом № 3 — Санкт-Петербургский центр детского технического творчества — одно из ведущих учреждений дополнительного образования в Санкт-Петербурге.
- Дом № 4 — доходный дом С. Я. Смурова, 1908 г., архитектор Л. Л. Фуфаевский.  7831806000
- Дом 5 — в доме жил артист театра и кино Ваграм Папазян.
- Дом № 7 — дом П. Я. Турыгина, 1840—1850-е гг., 1889 г., архитектор В. В. Виндельбандт.  7831811000
- Дом № 10 — в доме проживал архитектор Пётр Егоров[2].
- Дом № 12 — гранд-отель «Эмеральд».
- Дом 21/2 — ЗАО «Трест Севзапэнергомонтаж».
- Дом № 24—26/19—21 — ООО «Лечебно-диагностический центр Международного института биологических систем имени Сергея Березина».
- Дом № 33 — дом И. Н. Кораблева, 1910 г., архитектор Я. Г. Гевирц.  7831930000